# Australische Cricket-Nationalmannschaft in Indien in der Saison 2010/11
Die Tour der australischen Cricket-Nationalmannschaft nach Indien in der Saison 2010/11 fand vom 1. bis zum 24. Oktober 2010 statt. Die internationale Cricket-Tour war Bestandteil der Internationalen Cricket-Saison 2010/11 und umfasste zwei Tests und drei ODIs. Indien gewann die Test-Serie 2–0 und die ODI-Serie 1–0.

## Vorgeschichte
Für beide Mannschaften war es die erste Tour der Saison. Das letzte Aufeinandertreffen der beiden Mannschaften bei einer Tour fand in der Saison 2009/10 in Indien statt. Ursprünglich war eine Tour mit sieben ODIs geplant, vier dieser Spiele wurde jedoch auf bitten Indiens in zwei Tests umgewandelt.

## Stadien
Die folgende Stadien wurden als Austragungsorte festgelegt und am 24. Juni 2010 bekanntgegeben.
| Stadion                            | Stadt         | Kapazität | Spiele  |
| ---------------------------------- | ------------- | --------- | ------- |
| M. Chinnaswamy Stadium             | Bangalore     | 42.000    | 2. Test |
| Jawaharlal Nehru Stadium           | Kochi         | 75.000    | 1. ODI  |
| Jawarharlal Nehru Stadium          | Margao        | 19.000    | 3. ODI  |
| Punjab Cricket Association Stadium | Mohali        | 35.000    | 1. Test |
| ACA-VDCA Cricket Stadium           | Visakhapatnam | 30.000    | 2. ODI  |

## Kaderlisten
Australien benannte seinen Test-Kader am 2. September, und den
Indien benannte seinen Test-Kader am 20. September, und seinen ODI-Kader am 12. Oktober 2010.
| Test | Test | ODI | ODI |
| Indien | Australien | Indien | Australien |
| --- | --- | --- | --- |
| - Mahendra Singh Dhoni (K & wk) - Suresh Raina (VK) - Rahul Dravid - Gautam Gambhir - Zaheer Khan - VVS Laxman - Amit Mishra - Pragyan Ojha - Cheteshwar Pujara - Virender Sehwag - Ishant Sharma - Harbhajan Singh - Sreesanth - Sachin Tendulkar - Murali Vijay | - Ricky Ponting (K) - Michael Clarke (VK) - Doug Bollinger - Peter George - Nathan Hauritz - Josh Hazlewood - Ben Hilfenhaus - Phillip Hughes - Michael Hussey - Mitchell Johnson - Simon Katich - Marcus North - Tim Paine (wk) - Steve Smith - Shane Watson | - Mahendra Singh Dhoni (K & wk) - Suresh Raina (VK) - Ravichandran Ashwin - Shikhar Dhawan - Ravindra Jadeja - Virat Kohli - Praveen Kumar - Vinay Kumar - Ashish Nehra - Munaf Patel - Rohit Sharma - Yuvraj Singh - Saurabh Tiwary - Murali Vijay | - Michael Clarke (K) - Cameron White (VK) - Doug Bollinger - Callum Ferguson - Nathan Hauritz - James Hopes - Michael Hussey - Clint McKay - Shaun Marsh - Tim Paine (wk) - James Pattinson - Steve Smith - Mitchell Starc - David Warner |

## Tour Matches
| 25. – 27. September Scorecard | Mohali | Australians 505-8d (144.3) & 187-6d (41) | – | Indian Beard President’s XI 177 (45.5) & 174-0 (36) |
|                               |        | Remis                                    |   |                                                     |

## Tests

### Erster Test in Mohali
| 1. – 5. Oktober Scorecard | Mohali | Australien 428 (151.4) & 192 (60.5) | – | Indien 405 (108.1) & 216-9 (58.4) |
|                           |        | Indien gewinnt mit 1 Wicket         |   |                                   |

### Zweiter Test in Bangalore
| 9. – 13. Oktober Scorecard | Bangalore | Australien 478 (141) & 223 (75.3) | – | Indien 495 (144.5) & 207-3 (45) |
|                            |           | Indien gewinnt mit 7 Wickets      |   |                                 |

## One-Day Internationals

### Erstes ODI in Kochi
| 17. Juni Scorecard | Kochi | Indien         | – | Australien |
|                    |       | Spiel abgesagt |   |            |

### Zweites ODI in Visakhapatnam
| 20. Oktober Scorecard | Visakhapatnam | Australien 289-3 (50)        | – | Indien 292-5 (48.5) |
|                       |               | Indien gewinnt mit 5 Wickets |   |                     |

### Drittes ODI in Margao
| 24. Oktober Scorecard | Margao | Indien         | – | Australien |
|                       |        | Spiel abgesagt |   |            |

## Statistiken
Die folgenden Cricketstatistiken wurden bei dieser Tour erzielt.
| Tests            | Tests      | Tests   | Tests   | Tests   | Tests   | Tests   | Tests   | Tests   |
| Batting          | Batting    | Batting | Batting | Batting | Batting | Batting | Batting | Batting |
| Spieler          | Mannschaft | Spiele  | Innings | Runs    | Average | HS      | 100s    | 50s     |
| ---------------- | ---------- | ------- | ------- | ------- | ------- | ------- | ------- | ------- |
| Sachin Tendulkar | Indien     | 2       | 4       | 403     | 134,33  | 214     | 1       | 2       |
| Shane Watson     | Australien | 2       | 4       | 271     | 67,75   | 126     | 1       | 2       |
| Ricky Ponting    | Australien | 2       | 4       | 224     | 56,00   | 77      | 0       | 3       |
| Tim Paine        | Australien | 2       | 4       | 183     | 45,75   | 92      | 0       | 2       |
| Murali Vijay     | Indien     | 1       | 2       | 176     | 88,00   | 139     | 1       | 0       |
| Bowling          |            |         |         |         |         |         |         |         |
| Spieler          | Mannschaft | Spiele  | Overs   | Wickets | Average | BBI     | 5W      | 10W     |
| Zaheer Khan      | Indien     | 2       | 76.1    | 12      | 21,83   | 5/94    | 1       | 0       |
| Harbhajan Singh  | Indien     | 2       | 136     | 11      | 33,18   | 4/148   | 0       | 0       |
| Pragyan Ojha     | Indien     | 2       | 135.4   | 9       | 38,77   | 3/57    | 0       | 0       |
| Mitchell Johnson | Australien | 2       | 78.4    | 8       | 32,62   | 5/64    | 1       | 0       |
| Ben Hilfenhaus   | Australien | 2       | 82      | 6       | 43,50   | 4/57    | 0       | 0       |
| Nathan Hauritz   | Australien | 2       | 90      | 6       | 65,00   | 2/116   | 0       | 0       |

| ODI                 | ODI        | ODI     | ODI     | ODI     | ODI     | ODI     | ODI     | ODI     |
| Batting             | Batting    | Batting | Batting | Batting | Batting | Batting | Batting | Batting |
| Spieler             | Mannschaft | Spiele  | Innings | Runs    | Average | HS      | 100s    | 50s     |
| ------------------- | ---------- | ------- | ------- | ------- | ------- | ------- | ------- | ------- |
| Virat Kohli         | Indien     | 1       | 1       | 118     | 118,00  | 118     | 1       | 0       |
| Michael Clarke      | Australien | 1       | 1       | 111     | –       | 111*    | 1       | 0       |
| Cameron White       | Australien | 1       | 1       | 89      | –       | 89*     | 0       | 1       |
| Suresh Raina        | Indien     | 1       | 1       | 71      | –       | 71*     | 0       | 1       |
| Michael Hussey      | Australien | 1       | 1       | 69      | 69,00   | 69      | 0       | 1       |
| Bowling             |            |         |         |         |         |         |         |         |
| Spieler             | Mannschaft | Spiele  | Overs   | Wickets | Average | BBI     | 5W      | 10W     |
| Clint McKay         | Australien | 1       | 10      | 3       | 18,33   | 3/55    | 0       | 0       |
| John Hastings       | Australien | 1       | 10      | 2       | 22,00   | 2/44    | 0       | 0       |
| Ashish Nehra        | Indien     | 1       | 10      | 2       | 28,50   | 2/57    | 0       | 0       |
| Ravichandran Ashwin | Indien     | 1       | 9       | 1       | 34,00   | 1/34    | 0       | 0       |

## Player of the Series
Als Player of the Series wurden die folgenden Spieler ausgezeichnet.
| Serie | Player of the Series |
| ----- | -------------------- |
| Test  | Sachin Tendulkar     |

### Player of the Match
Als Player of the Match wurden die folgenden Spieler ausgezeichnet.
| Spiel   | Player of the Match |
| ------- | ------------------- |
| 1. Test | Zaheer Khan         |
| 2. Test | Sachin Tendulkar    |
| 2. ODI  | Virat Kohli         |